# Nationaal Revolutionair Leger

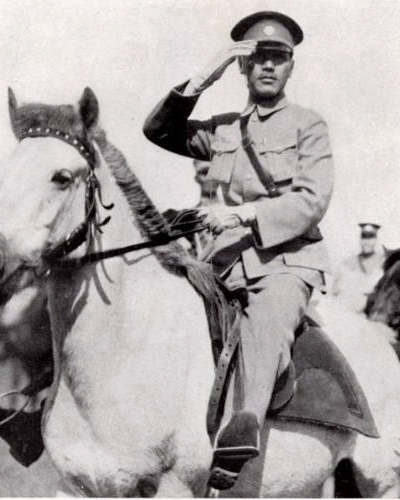
Generalissimo Chiang Kai-shek tijdens de Noordelijke Expeditie (1926)

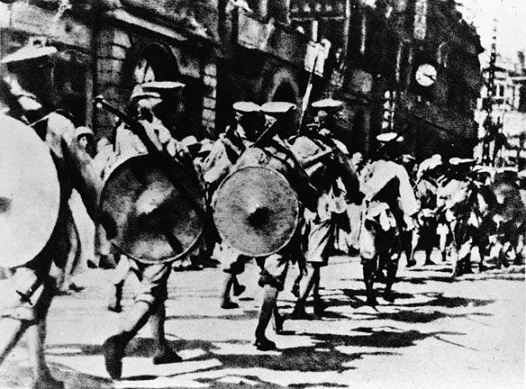
Soldaten marcheren door de Britse concessie van Hankou (1926/27)

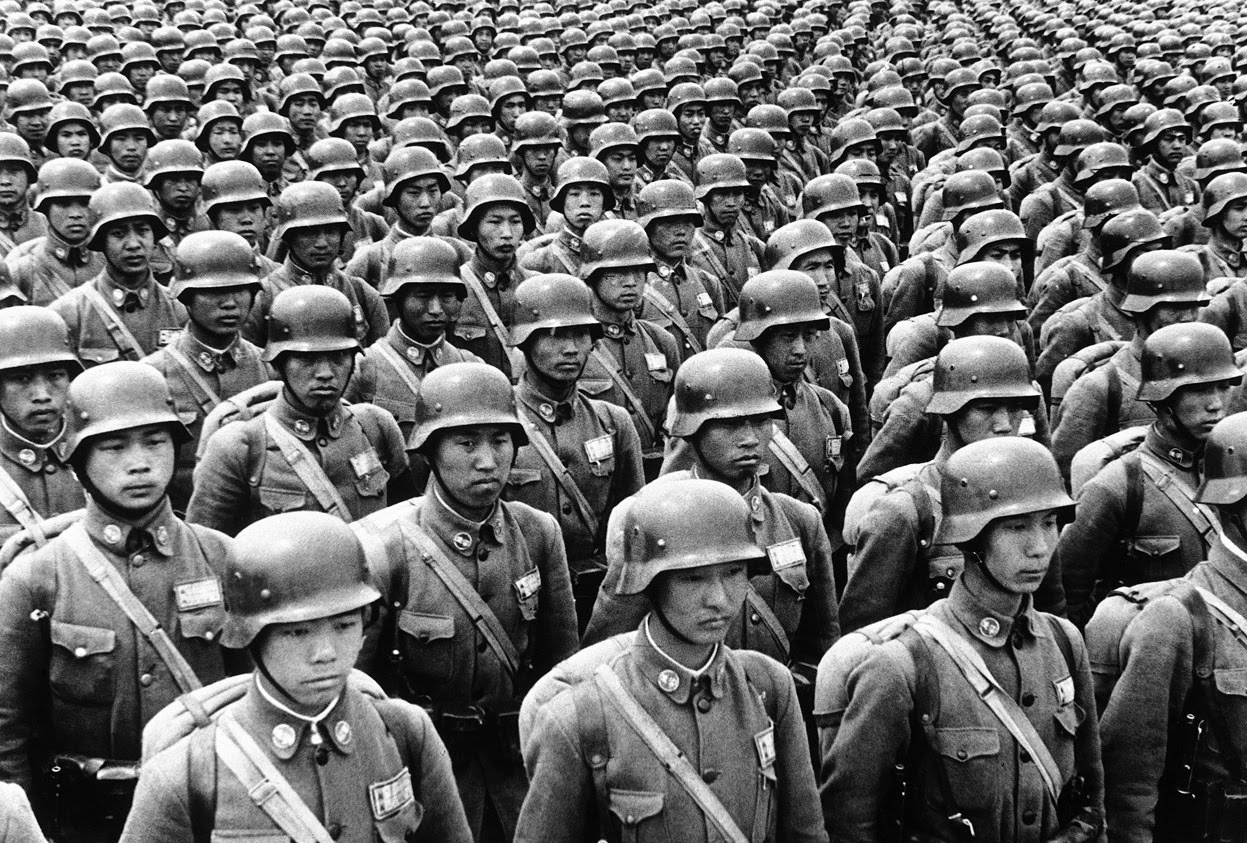
Door Duitsland getrainde Chinese soldaten

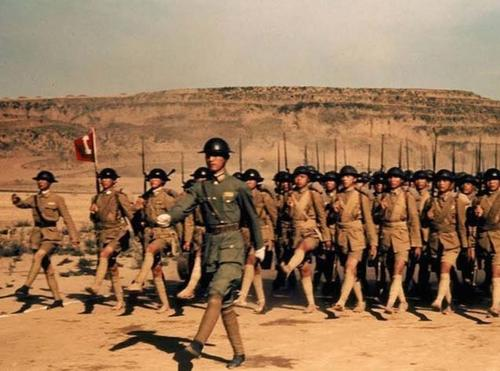
Chinese soldaten in Birma, met Engelse Brodiehelmen

Het Nationaal Revolutionair Leger (NRL), soms afgekort tot het Revolutionaire Leger (革命 軍) vóór 1928 en als Nationaal Leger (國 軍) na 1928, was het leger van van de Kwomintang (de Chinese Nationalistische Partij) van 1925 tot 1947 in de Republiek China.
Het Nationaal Revolutionair Leger werd met Sovjethulp opgezet als middel voor de Kwomintang om China te verenigen. Het leger vocht in de Noordelijke Expeditie tegen de Chinese krijgsheren, in de Tweede Chinees-Japanse Oorlog (1937-1945) tegen het Japans Keizerlijk Leger en in de Chinese Burgeroorlog tegen de communisten. Tijdens de Tweede Chinees-Japanse Oorlog, werden de soldaten van de Communistische Partij van China enige jaren opgenomen in het NRL, maar zij behielden hun eigen bevelstructuur. Na de Tweede Wereldoorlog werd dit het Volksbevrijdingsleger.

## Geschiedenis
In 1925 werd de NRL opgericht door de Kwonintang (KMT). De ideologie was gebaseerd op de Drie principes van het volk van KMT-leider Sun Yat-sen en het kreeg militaire steun van het Komintern. De eerste officieren van de NRL kregen hun opleiding aan de Militaire Academie van Whampoa, Chiang Kai-shek was de eerste commandant van de academie en werd in 1925 opperbevelhebber van het leger. Andere prominente commandanten waren Du Yuming en Chen Cheng. Het eerste doel was de vereniging van China met de Noordelijke Expeditie. In 1928 werd de Noordelijke Expeditie succesvol beëindigd, de krijgsheren waren militair verslagen, overgelopen naar de KMT of met geld en functies omgekocht. China was grotendeels verenigd en de periode van Chinese krijgsheren was afgesloten, al was hun rol niet helemaal uitgespeeld.
In 1927, na de ontbinding van het Eerste Verenigde Front tussen de Nationalisten en de Communisten, werden de partij en leger gezuiverd van communisten en hun sympathisanten. De invloed van het Komintern en daarmee de Sovjet-Unie verdween. In de eerste helft van de jaren dertig was de NRL betrokken bij diverse pogingen om de communisten te omsingelen en te vernietigen. Dit ging niet altijd even succesvol, maar met Duitse militaire hulp sloegen de communisten in 1934 op de vlucht. De Lange Mars bracht de communisten naar Yan'an in het noorden van China.
Na de verbreking van de relatie met de Sovjet-Unie had Chiang zich tot Duitsland gewend, historisch gezien een grote militaire macht, voor de reorganisatie en modernisering van de NRL. Max Bauer kwam naar China en zag mogelijkheden voor de Duitse industrie om China te helpen. Terug in Duitsland kreeg hij weinig medewerking, de Weimarrepubliek besloot de beperkingen opgelegd door het Verdrag van Versailles niet te overtreden.
In 1928 adviseerde Bauer het leger van 2,25 miljoen man in te krimpen. Een kleiner maar beter getraind en bewapend leger zou beter zijn, maar dit voorstel werd afgewezen. Op kleine schaal kwamen Duitse adviseurs naar het land en trainden officieren in moderne bevelsstructuren en communicatie. In mei 1929 overleed Bauer waarmee een belangrijke stuwende figuur achter de samenwerking verdween.
In 1933 werd Adolf Hitler kanselier. Hij veegde veel beperkingen van tafel waardoor de militaire steun aan China werd uitgebreid. Duitsland trainde Chinese troepen en breidde de Chinese infrastructuur uit in ruil voor afzetmarkten en grondstoffen die voor de Duitse oorlogsindustrie van groot belang waren. In 1935 werd HARPO (Duits: Handelsgesellschaft zur Verwertung industrieller Produkte) opgericht om de handel tussen beide landen te bevorderen. In 1934 stelde generaal Hans von Seeckt een plan op om het hele Chinese leger te hervormen in 80 divisies van goed opgeleide en uitgeruste troepen. Het plan werd aangenomen, maar in de uitwerking ging veel mis. De krijgsheren, met aan de persoon loyale troepen, weigerden hun volledige medewerking, maar ook corruptie en fraude hinderden de uitvoering. In juli 1937 waren slechts acht infanteriedivisies van de geplande 80, gereed. Na een Japanse lobby in Berlijn, kwam in de zomer van 1938 een einde aan de samenwerking tussen Duitsland en China.
In december 1936 kwamen de nationalisten en communisten een tweede Verenigd Front overeen. Dit had als bijkomend voordeel dat de Sovjet-Unie weer wapens en uitrusting ging leveren. Het leger kreeg onder andere tanks, vliegtuigen en Russische piloten. Deze hulp werd enige jaren later gestaakt na het sluiten van het Neutraliteitsverdrag tussen Japan en de Sovjet-Unie.
Japan had inmiddels een groot deel van de Chinese kust en de belangrijkste havens in handen. Enige buitenlandse hulp van Frankrijk en Engeland kwam binnen via Indochina of over de Birmaweg. Beide routes kwamen in 1942 in Japanse handen waardoor China zo goed als helemaal afgesloten was van de buitenwereld. De Amerikanen openden een luchtbrug over het Himalayagebergte, de Hump, maar de capaciteit was heel gering. Begin 1945 kwam de Ledoweg in gebruik, waardoor aanvoer over land weer mogelijk werd. Buitenlandse militaire hulp speelde tijdens de Tweede Wereldoorlog een zeer bescheiden rol en China was vooral op zichzelf aangewezen.
Tijdens de Tweede Chinees-Japanse Oorlog, vochten ze samen tegen Japan. De afspraken werden in de praktijk niet volledig nagekomen en ze hielden elkaar in de gaten. Beide spaarden hun krachten om na de oorlog met Japan elkaar aan te vallen. Na de oorlog escaleerde de strijd tot een Chinese Burgeroorlog. George Marshall werd in november 1945 benoemd tot persoonlijk adviseur van de president in China. Hij bemiddelde bij de onderhandelingen tussen de regering van Chiang Kai-shek en de communisten, maar verder dan een korte eenzijdige wapenstilstand in Mantsjoerije kwam hij niet. De Sovjet-Unie gebruikte de tijd om de communisten van moderne zware wapens en vliegtuigen te voorzien. Het NRL kampte met gedemoraliseerde soldaten na jarenlange strijd. Er waren veel deserties, waarbij velen overliepen naar de communisten, en de steun bij de bevolking verdampte. De strategie lag op beheersing van de steden en knooppunten en was vooral defensief van aard. De communisten beheersten het platteland en deden gerichte offensieve acties.
Na de afkondiging van de grondwet van de Republiek China in 1947 en het formele einde van de KMT-partij, werd het NRL omgedoopt tot de strijdkrachten van de Republiek China. In 1949 vertrokken de nationalisten naar Taiwan en hier gaat het leger verder als de Strijdkrachten van de Republiek China.

## Samenstelling

### Bevelstructuur
Aan de top van het leger stond Chiang Kai-shek. Onder hem vielen vanaf 1937 de Chef van de Generale Staf, Generaal Hij Yingqin, de Generale Staf, het ministerie van Oorlog, de militaire regio's, lucht- en zeestrijdkrachten, luchtverdedigings- en garnizoenscommandanten en ondersteunende diensten.
In de oorlog tegen Japan bepaalde het hoofdkwartier in Chongqing, ver van het front, de operationele plannen. Hierbij werden niet realistische plannen opgesteld waarbij de lokale omstandigheden nauwelijks een rol speelden. De officieren ter plaatse kregen weinig ruimte tot aanpassingen. Grootschalige operaties waren moeilijk te coördineren waardoor de soldaten beetje bij beetje werden ingezet tegen een beter georganiseerd Japans leger.
Het NRL telde maximaal ongeveer 4,3 miljoen soldaten. Zij waren verdeeld over 370 standaarddivisies, 46 nieuwe divisies, 12 cavaleriedivisies, acht nieuwe cavaleriedivisies, 66 tijdelijke afdelingen en 13 reserveonderdelen. Hiermee kwam het totaal uit op 515 divisies op papier. Het aantal divisies in actieve dienst op een bepaald moment was echter minder. De gemiddelde divisie telde 5000-6000 man; een gemiddelde divisie van het Japanse leger had 10.000-15.000 man. Zelfs de door Duitsland opgeleide Chinese divisies telden niet meer dan 10.000 man.

### Soldaten
Voor de mannelijke bevolking was er een dienstplicht. Om voldoende soldaten voor het leger te krijgen werden alle mogelijkheden gebruikt. Mannen van jong tot oud werden in dorpen en steden verzameld. Bij verzet of vluchtpogingen werd hard opgetreden met de dood tot gevolg in de uiterste gevallen. Corruptie was een alom aanwezig probleem en iedereen met geld kon de betrokken functionaris omkopen en uit dienst blijven. Eenmaal bijeengebracht werden ze vastgebonden en marcheerden, met weinig voedsel of water, lange afstanden om de militaire kampen te bereiken. Niet iedereen bereikte de kampen en in sommige gevallen bereikten minder dan de helft van de rekruten de plaats van bestemming.
Na de opleiding was het leven van de gewone soldaat niet veel beter. Corrupte legerofficieren staken het geld voor eten en uitrusting in eigen zak. Ze kregen weinig eten van slechte kwaliteit, maar toch meer dan de rekruten, en nauwelijks vlees. Veel problemen met de gezondheid waren gerelateerd aan een tekort aan vitaminen. De gezondheidszorg was primitief. China telde één dokter op 45.000 mensen en in het leger was dit niet veel beter. Veel artsen hadden ook geen ervaring met oorlogswonden. Voor het gewondentransport waren geen ambulances beschikbaar, iedere gewonde werd door twee dragers op een draagbaar naar een medische post vervoerd. Door ondervoeding, slechte behuizing en onhygiënische toestanden waren infectieziekten normaal naast dysenterie, malaria en schurft.
Naast de reguliere divisies kende het leger ook eenheden die zelfmoordmissies uitvoerden. De soldaten werden met explosieven naar de vijand gestuurd en bliezen zich daar op. Verder waren er speciale strafeenheden bestaande uit deserteurs en soldaten die beschuldigd werden van lafheid. Zij kregen de zwaarste taken als verkenningen in vijandelijke gebied, het oversteken van rivieren en het verkennen van mijnenvelden.

### Materieel

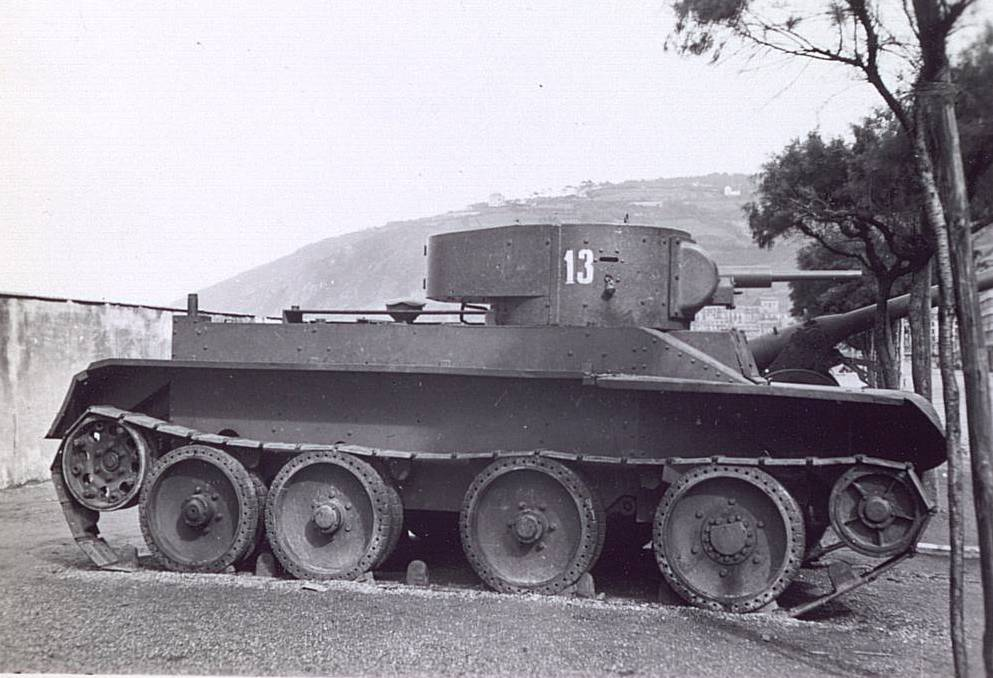
Russische BT-5 tank

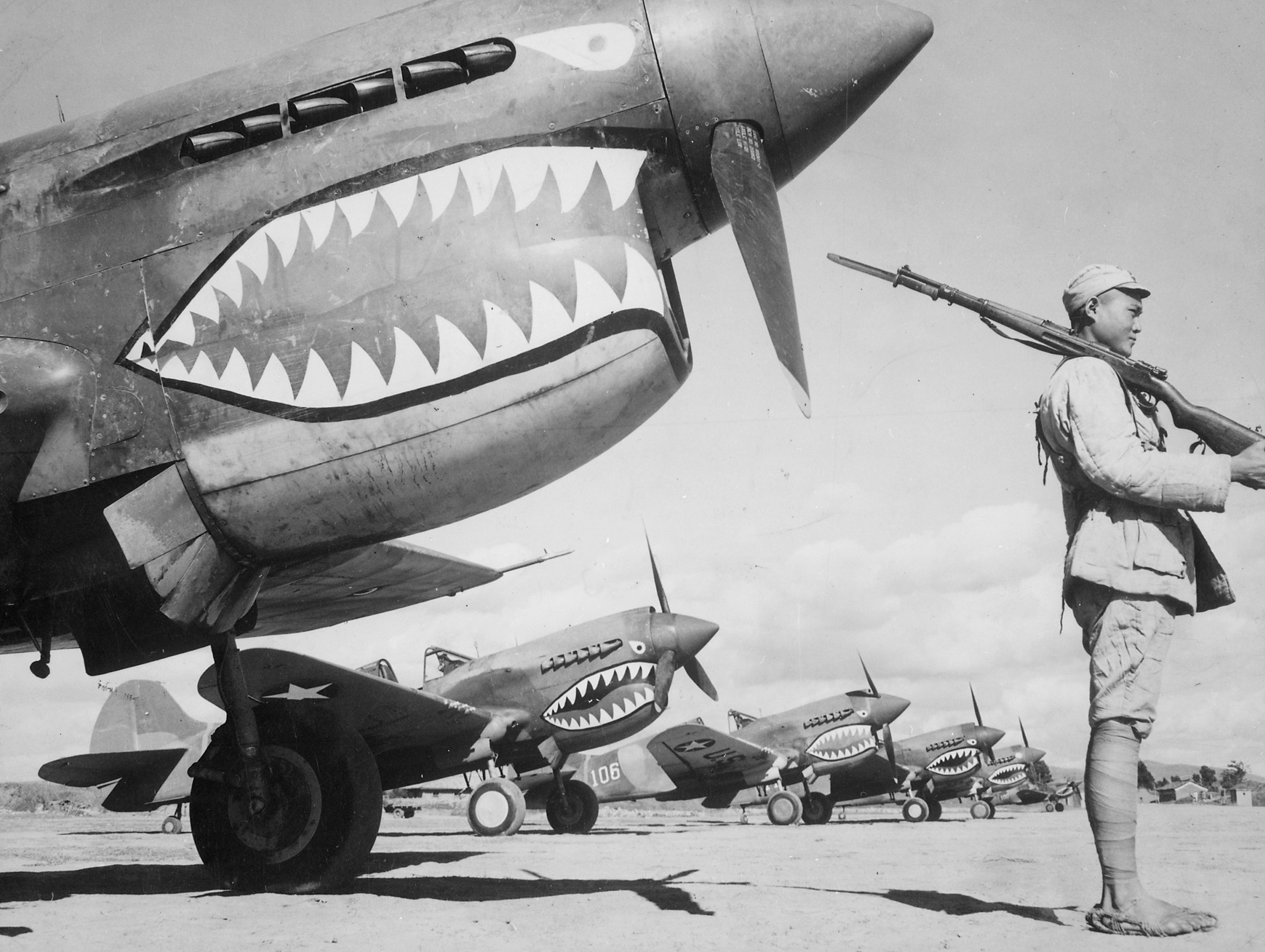
Curtis gevechtsvliegtuigen van de Flying Tigers

China was een onderontwikkeld land en had een wapenindustrie die nauwelijks in staat was in de behoefte van het leger te voorzien. De belangrijkste wapenfabrieken waren de arsenalen van Hanyang, Guangdong en Taiyuan.
Het standaardgeweer was de Hanyang 88, een kopie van het Duitse Gewehr 88, een grendelgeweer die in 1888 was geïntroduceerd. De beter getrainde divisies kregen een Chiang Kai-shek, een kopie van Mauser Gewehr 98. De door Duitsland getrainde divisies waren uitgerust met Mauser Gewehr 98 of Mauser Karabiner 98k. Een lokale geproduceerde kopie van de Tsjechische 7,92mm-Brno ZB26 was het meest gebruikte lichte machinegeweer. De eenheden beschikten over het algemeen niet over veel machinegeweren, terwijl de betere eenheden gemiddeld één licht machinegeweer per peloton had. Zware machinegeweren waren hoofdzakelijk lokaal gefabriceerde Maxims. Tijdens de Tweede Chinees-Japanse Oorlog werd ook buitgemaakte Japanse wapens en uitrusting gebruikt. Verder kregen sommige, en zeker niet alle, elite-eenheden Amerikaanse wapens uit hoofde van de Leen- en Pachtwet.
Artillerie was nauwelijks beschikbaar. De divisies hadden mortieren en lichte kanonnen beschikbaar, maar in kleine aantallen. Veel kanonnen en houwitsers waren van Duitse fabricaat of afgeleide modellen daarvan. Tanks waren ook schaars, aan het begin van de oorlog waren er tankettes, zoals de Duitse Panzerkampfwagen I en de Italiaanse CV-33. Van de Sovjet-Unie kreeg het nog enkele honderden T-26 en BT-5 tanks in de tweede helft van de jaren dertig.
De infanterie-uniformen waren in principe varianten van het Maopak. Sun Yat-sen had deze geïntroduceerd en later zijn deze door Mao Zedong als uniek kledingstuk overgenomen. Het gebruik van beenwindsels was standaard voor soldaten en officieren. Transportmiddelen ontbraken en de soldaten legden grote afstanden lopend af. De helmen waren van diverse makelij. Ruim 300.000 Duitse stahlhelmen zijn geïmporteerd, elk voorzien met het KMT-embleem. Andere helmen waren de Franse Adrianhelm, de Britse Brodiehelm en later de Amerikaanse M1-helm. De uitrusting bestond verder uit stroschoenen of stoffen schoenen voor soldaten, leren schoenen voor officieren en leren laarzen voor hoge officieren. Elke soldaat kreeg munitie, waterfles, mes, een voedselzak en een gasmasker.
Een effectieve luchtmacht ontbrak. Er werd gevlogen door vrijwilligers, aanvankelijk Russen in Russische vliegtuigen en later Amerikanen die bekend zijn geworden als de Flying Tigers. In april 1937 accepteerde Claire Lee Chennault een opdracht voor drie maanden om in China de luchtmacht door te lichten, maar hij bleef veel langer. In het najaar van 1940 ging hij naar de Verenigde Staten om gevechtsvliegtuigen en bommenwerpers te kopen en piloten te werven. Alleen Curtiss was bereid 100 vliegtuigen van het type Curtiss P-40 Warhawk te leveren. Op 4 juli 1942 werd de eenheid ontbonden en werd ze onderdeel van de reguliere Amerikaanse luchtmacht. In de zeven maanden van haar bestaan had ze 299 Japanse vliegtuigen zeker vernietigd en nog eens 153 waarschijnlijk. De eigen verliezen bestonden uit 73 P-40’s, waarvan 61 op de grond waren vernietigd. Er kwamen in totaal 23 piloten om en werden er drie gevangen genomen. Chennault kwam weer in dienst van het Amerikaanse leger en bleef verantwoordelijk voor de luchtoperaties in China.